# Museo DIVA de Diamantes, Joyería y Plata
El Museo DIVA de Diamantes, Joyería y Plata es un museo que abrió sus puertas en Amberes, Bélgica, en 2018. Fusionó las colecciones del antiguo Museo de Diamantes de Amberes (1972-2012) y el Museo de Plata Sterckshof (1992-2014) en una sola institución.
La colección del museo "presenta más de 500 objetos que detallan la historia de Amberes con diamantes y piedras preciosas".